# عيسى بن عكاس
عيسى بن عبد الله بن حسن آل عكاس السبيعي (1852 - 20 يونيو 1920) (1268 - 4 شوال 1338) فقيه مالكي وقاضي سعودي. ولد في الهفوف بالأحساء ونشأ بها. حفظ القرآن في صغره وكان كفيف البصر. تعلم على شيوخ وقته بالأحساء منهم عبد الرحمن الوهيبي و أحمد بن مشرف. حج وجاور بمكة وقرأ على علمائها. ثم رجع إلى الأحساء وقدم الرياض وسكن فيه مدة فقرأ فيها على محمد بن إبراهيم بن محمود، وكان يفتي بمذهب المالكي والحنبلي. ولما استولى عبد العزيز آل سعود على الأحساء في 28 جمادى الأولى 1331/ 12 أبريل 1915، عينه قاضيا لها مع الإمامة والخطابة في جامعها وذلك في 1 محرم 1334 / 8 نوفمبر 1915 واستمر في القضاء مدة حياته. توفي في مسقط رأسه. 

## سيرته
ولد عيسى بن عبد الله بن حسن بن أحمد آل عكاس سنة 1268 هـ/ 1852 م في الأحساء ونشأ بها في عائلة تنتمي إلى قبيلة سبيع بنجد. كان أجداده يسكنون بعنيزة ثم رحلوا إلى الأحساء عام 956 هـ/ 1549 م وسكنوا بها. حفظ عيسى آل عكاس القرآن وكان كفيف البصر وهو ابن اثنتي عشرة عامًا. بدأ دراسته منذ صغره. وتعلم القراءة على شيوخ وقته بالأحساء، وقرأ الفقه المالكي على أحمد بن مشرف وقرأ على عبد الرحمن الوهيبي الفقه الحنبلي والعقائد. وتعلم الأصول والفروع والحديث وعلومه والرجال وعلوم العربية عليهما. 

طلبه جاسم بن محمد آل ثاني للإقامة عنده للشؤون الدينية و الدعوة الوهابية وإمامة والخطابة فيه، فسافر وأقام بها سنة واحدة. ثم قام برحلة حج وجاور مكة ولازم القراءة على علمائها وتحصل على الإجازة في الرواية وبعده رجع إلى الأحساء وخلال رجوعه مر بالرياض وسكن فيها مدة وقرأ فيها على محمد بن محمود وغيرهم. 

اشتغل بالقضاء في الأحساء بتعيين من الملك عبد العزيز في 1 محرم 1334 / 8 نوفمبر 1915 مع توليه للتدريس والخطابة والإفتاء فيها وكان عبد العزيز يستشيره في ما يخص المنطقة.

توفي عيسى بن عكاس في 4 شوال 1338 هـ/ 20 يونيو 1920 بالأحساء.

سمي أحد شوارع في الرياض بحي السلام باسمه.

## تدريسه
تخرج عليه كثير من الطلبة من أهل الأحساء والخليج قبل توليه القضاء وبعده، أبرزهم إبراهيم بن صالح بن عيسى ومحمد الباهلي و عبد العزيز بن سويلم وعبد العزيز بن عمر بن عكاس وهو ابن أخيه، ومحمد بن سليمان أبا الغنيم وأحمد بن محمد بن بريك الاحسائي وإبراهيم بن طوق و حسين بن نفيسة وحمد بن عبد الرحمن بن عمران وفهيد بن سويدان وسيف المدفع وعبد الله بن عمر بن دهيش وعبد الله بن سليمان المزروع وغيرهم. 

اشتهر بأسلوبه في التعليم وفي القضاء وكان الملك عبد العزيز يثق به، لا ينصب أحدًا للقضاء حتى يسأل هو هو من تلاميذ عيسى. 

## حياته الشخصية
تزوج عيسى بن عكاس وهو في الخامسة عشر من عمره بلطيفة بنت إبراهيم بن إسماعيل بن أحمد المدني، ابنة عم والدة عبد الله بن عمر بن دهيش. وأنجبت منه خمسة أبناء هم عبد الله وعمر وعثمان وعلي وحسن. 

كان يأبى أن يأخذ على القضاء أجرًا. 

## مؤلفاته
- إجابة السائل على أهم المسائل: وهو تحقيق لثلاث مسائل في صفات الله وحياة الأنبياء في قبورهم والتوسل والوسيلة. أصله جواب رسالة بعثها قاسم بن ثاني إليه.